# Alain Robidoux
Alain Robidoux, född 25 juli 1960 i Saint-Jérôme, Québec, är en kanadensisk före detta professionell snookerspelare.
Robidoux förde vidare den kanadensiska snookertraditionen som etablerats av Cliff Thorburn, Kirk Stevens och Bill Werbeniuk på 1970- och 1980-talet. Han vann de kanadensiska proffsmästerskapen 1988 och blev medlem på snookerns proffstour säsongen 1988/89. Redan under sin första säsong lyckades han göra ett maximumbreak, detta skedde i kvalet till European Open. Detta var endast det sjunde maximumbreaket genom tiderna i professionella tävlingssammanhang, och Robidoux var den tredje kanadensaren (efter Thorburn och Stevens) som lyckades med bedriften.
En semifinalplats i Grand Prix samma säsong, och ytterligare kvarts- och semifinalplatser de följande säsongerna förde upp Robidoux bland topp-16 på världsrankingen. Efter en svacka runt 1993 återfann han sin form och 1996 nådde han sin första (och enda) final i en rankingturnering, German Open. Han föll dock mot Ronnie O'Sullivan. Samma säsong gick han till semifinal i VM, där han föll mot blivande vinnaren Ken Doherty.
I en match mellan Robidoux och Ronnie O'Sullivan i första omgången av VM 1996, spelade O'Sullivan för första gången vissa stötar med vänster hand, för att slippa använda krattan. Robidoux tog dock det hela som en förolämpning, och vägrade skaka hand efter matchen. I det aktuella framet fortsatte Robidoux att spela när han låg under med 43 poäng i framet, trots att bara rosa och svart återstod. 
Efter den mycket framgångsrika säsongen 1996/97 gick det raskt utför med karriären för Robidoux, som bland annat drabbades av en depression. Han ramlade ur proffstouren 2002, men har fortsatt att spela snooker hemma i Kanada.

## Titlar
- Canadian Professional Championship - 1988